# Drie rozen van papier
Drie rozen van papier is een hoorspel van Manfred Bieler. Drei Rosen aus Papier werd op 21 oktober 1962 door de Rundfunk der DDR uitgezonden. C. Denoyer vertaalde het en de VARA zond het uit op zaterdag 31 oktober 1970. De regisseur was Ad Löbler. Het hoorspel duurde 54 minuten.

## Rolbezetting
- Els Ingeborg Smits (Janne)
- Jules Hamel (Arno)

## Inhoud
Arno, tweeëndertig jaar oud, is ingenieur en afdelingschef in een grote fabriek in de DDR, Janne is achttien en practicante aldaar. Arno nodigt Janne uit een weekendje in zijn huis aan het meer door te brengen. Ze neemt de uitnodiging aan. Uit een banale, eerst oppervlakkige flirt ontstaat al gauw een gesprek dat wezenlijk dieper gaat. Het verleden biedt beiden nauwelijks raakpunten, Janne heeft geen belangstelling voor Arno’s oorlogs- en  naoorlogse ervaringen. Ze staat kritisch tegenover Arno’s levenshouding, tegenover zijn vlucht in het verleden, tegenover zijn vrijblijvende amateurschilderkunst. In het heden echter ontdekken ze aanknopingspunten voor hun gesprek: wat is waarheid, waaruit bestaat de waarheid in de liefde, heeft elk jaar een nieuwe waarheid, waar begint de leugen? Arno ontwikkelt eerbied voor het jonge meisje en leert de problemen van haar generatie te zien. De gemeenschappelijke ideeën over het huwelijk leiden tot gemeenschappelijk handelen - ze beginnen een huwelijk te spelen…